# إني راحلة (مسلسل)
إني راحلة مسلسل تلفزيوني من إنتاج مؤسسة الخليج للأعمال الفنية التابعة لتلفزيون دبي حيث صوّر في إستديوهاتها، أنتج في العام 1976، وقد استند المسلسل على رواية الكاتب المصري يوسف السباعي ومن إخراج نور الدمرداش. قام ببطولته الممثل الراحل محمود مرسي وزهرة العلا إلى جانب عدّة وجوه صاعدة في ذلك الوقت نذكر منها محمد العربي وليلى حمادة وحمدي حافظ.